# Royaumes coutumiers de Wallis-et-Futuna
Les royaumes coutumiers de Wallis-et-Futuna sont une subdivision spéciale de la collectivité d'outre-mer française de Wallis-et-Futuna. Reconnu officiellement en 1961 par l'État français dans le statut de Wallis-et-Futuna, ils sont dirigés par les rois coutumiers de Wallis-et-Futuna. C'est la seule subdivision de la France qui soit encore un royaume. Ces royaumes sont au nombre de trois : Uvea, sur l'île de Wallis, et les royaumes de Sigave et d'Alo sur les îles de Futuna et d'Alofi. Ces royaumes diffèrent par leur histoire, leur politique, avec un roi par royaume, leurs langues (Wallisien, Futunien), mais aussi leur drapeau. Les royaumes sont nommés pule'aga sau en futunien et signifient « domaine du roi ». Les termes « royaume » et « roi » sont des traductions en français de termes wallisiens et futuniens et ne reflètent pas complètement la vision polynésienne du monde ; ce ne sont pas des royaumes au sens occidental du terme.

## Histoire
Le peuplement de Wallis et de Futuna a lieu entre 1300 et 800 avant notre ère,. Les chefferies se sont progressivement structurées de manière indépendante sur chaque île, étant notamment influencées à Wallis par les invasions tongiennes au XVe siècle. La christianisation de ces deux îles dans les années 1840 entraîne une structuration des différentes chefferies par les missionnaires et fige les frontières des royaumes d'Alo et de Sigave, avant que Wallis-et-Futuna ne soient rassemblées en 1888 dans un protectorat. En 1961, Wallis-et-Futuna devient un territoire d'outre-mer français, créant un équilibre institutionnel dans lequel les rois coutumiers jouent une place importante aux côtés de l'administration française.

### Création des chefferies et royaumes

#### Conquête tongienne à Wallis (XVesiècle) et premiers rois

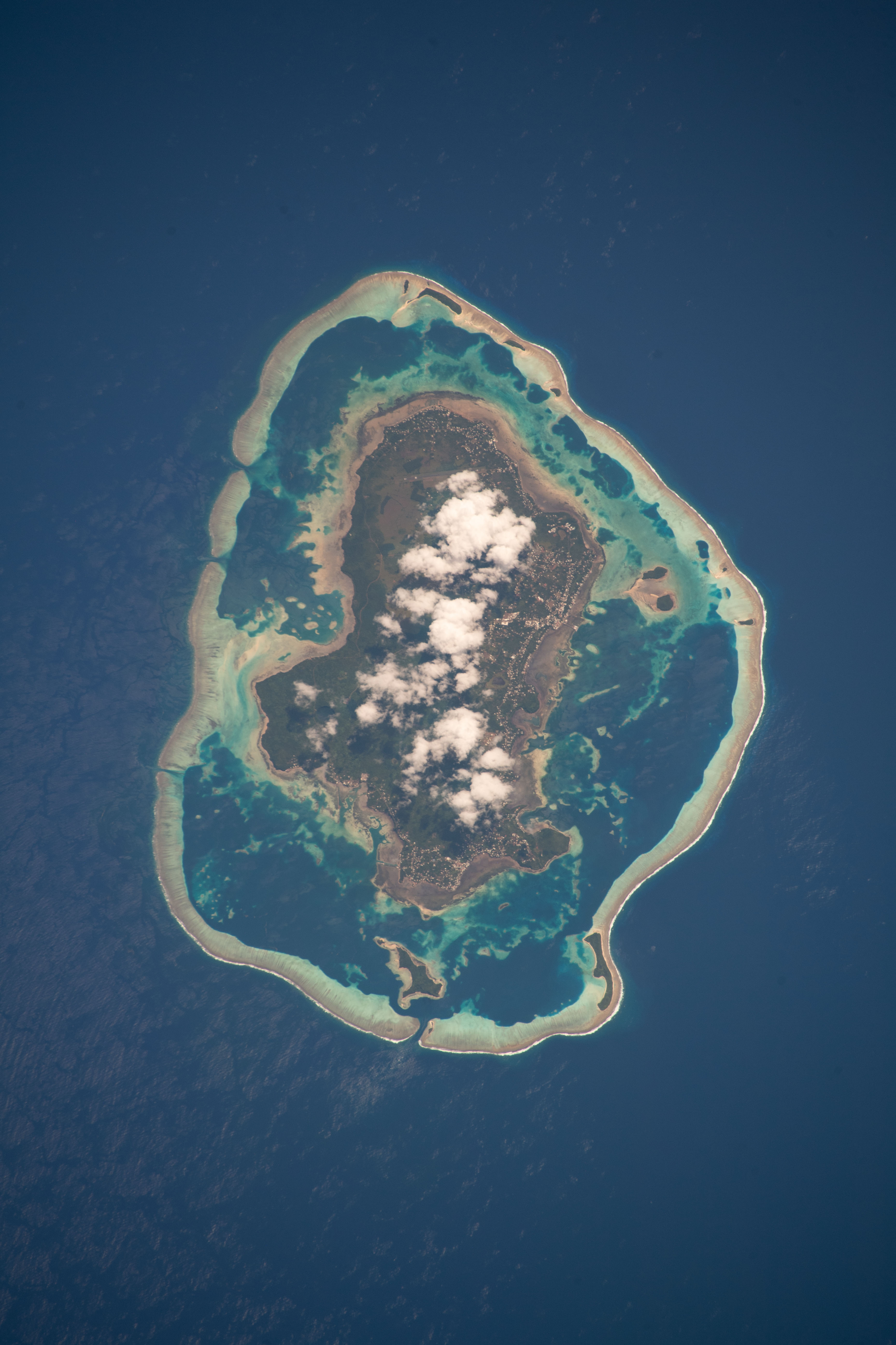
Image satellite de Wallis.

Au début du XVe siècle, des petites communautés humaines sont déjà présentes à Wallis. Ces groupes éparpillés se trouvent en grande partie sur la côte ouest de l'île, face aux passes du lagon. Par la suite, ces communautés se répandent dans l'entièreté de Wallis. Des Tongiens envoyés par leur roi, le Tu'i Tonga Kau'ulufonua fekai, arrivent aux alentours du XVe siècle et les indigènes éparpillés sur l'île ne résistent pas à l'invasion. Le Tu'i Tonga Ga'asialili, ancien roi et chargé de la conquête, soumet alors le royaume d'Uvea et partage son territoire entre trois chefs : Hoko, Kalafilia et Fakate, ce qui correspond ensuite aux premiers districts de l'île. Pour asseoir leur domination déjà très importante sur l'île, les Tongiens occupent et construisent de nombreux forts comme celui de Kolonui, un des plus importants. Cette période est ainsi appelée la « période des forts ». Elle s'arrête vers 1500, à cause du désintérêt des Tongiens pour Wallis. Ils délèguent alors la direction de l'île aux Wallisiens, avec la mise en place d'un système politique dynastique calqué sur le modèle tongien. Cependant, les Tongiens gardent un œil sur la direction de Wallis de par leur influence. Une chefferie de type pyramidal est mise en place, avec à sa tête un Hau (« roi ») entouré de conseillers. C'est à partir de la période dynastique, vers 1500, que débutent les généalogies des rois successifs de Wallis (Lavelua).
Pendant leur domination de Wallis, les Tongiens imposent peu à peu leur structure sociale. La langue wallisienne se transforme fortement, intégrant de nombreux éléments du tongien. L'influence tongienne a ainsi des conséquences durables sur l'histoire locale. Environ un siècle après la conquête tongienne, Uvea reprend progressivement son autonomie vis-à-vis de Tonga, jusqu'à ce qu'un des Tu'i Tonga proclame l'indépendance de l'île.

#### Évolution politique de Futuna en deux royaumes

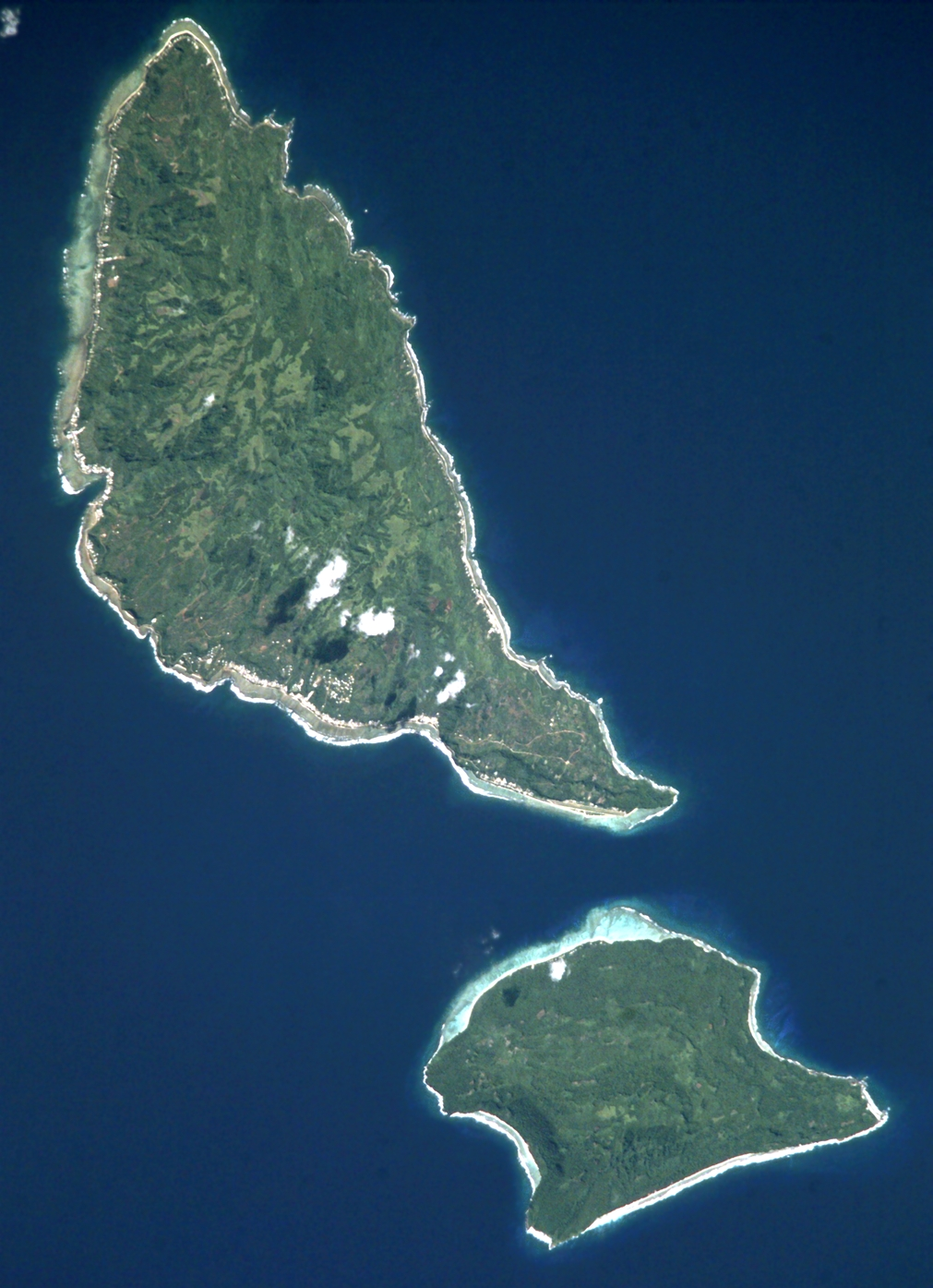
Image satellite de Futuna au nord et d'Alofi au sud.

Futuna n'a pas subi le même sort que Wallis et a résisté aux invasions tongiennes. Elle a réussi à maintenir sa culture d'origine, ce qui fait de cette île l'une des plus proches culturellement et linguistiquement de la Polynésie ancestrale. La tradition orale rapporte de riches liens avec les Samoans, dont l'arrivée s'est faite de manière pacifique. Les souverains du royaume d'Alo seraient ainsi originaires de Samoa (lignée de Fakavelikele). Des similitudes dans les constructions ont également été observées entre les deux îles. Cependant, l'historien Christophe Sand indique que Futuna est assez différente de Samoa, ayant gardé une autonomie culturelle et politique propre. À partir de l'an 700, face à l'expansionnisme tongien dans la région, les habitants sont forcés de se replier vers l'intérieur des terres et construisent de nombreux forts (kolo). À l'époque, Futuna est morcelée en de multiples groupes rivaux qui s'affrontent régulièrement et nouent des alliances en cas de danger commun. Les Futuniens réussissent à repousser les invasions tongiennes, même si ces dernières laissent des traces dans la culture locale, notamment avec l'adoption probable du kava comme symbole du pouvoir de la chefferie.
La dernière période de l'histoire futunienne, à partir de 1700, est dite de la « terre brune » (Kele Kula), en référence à la terre brune des tarodières. À cette époque, il n'existe pas encore de royaumes mais différentes chefferies réunies dans les montagnes. Les habitants quittent celles-ci pour s'installer de nouveau en bord de mer. Durant cette phase, les différentes entités politiques indépendantes et rivales de Futuna s'unifient progressivement. Cela implique le rassemblement des populations autour de chefs appelés kolo en futunien.
Lorsque les missionnaires maristes français débarquent à Futuna le 7 novembre 1837, il ne reste plus que deux entités politiques rivales : le royaume de Sigave et celui de Tu'a, bientôt renommé en royaume d'Alo. Ces deux royaumes s'affrontent régulièrement. Le 10 août 1839 a lieu la Guerre du Vai, la dernière que Futuna ait connue. Le royaume d'Alo en sort vainqueur et Sigave est vaincu. Après cet épisode, Niuliki devient roi de l'ensemble de Futuna jusqu'à sa mort en 1842. À la mort de Niuliki, l'unique royaume se sépare en deux, Alo et Sigave, et un roi est couronné dans chaque royaume.

### XIXesiècle

#### Christianisation

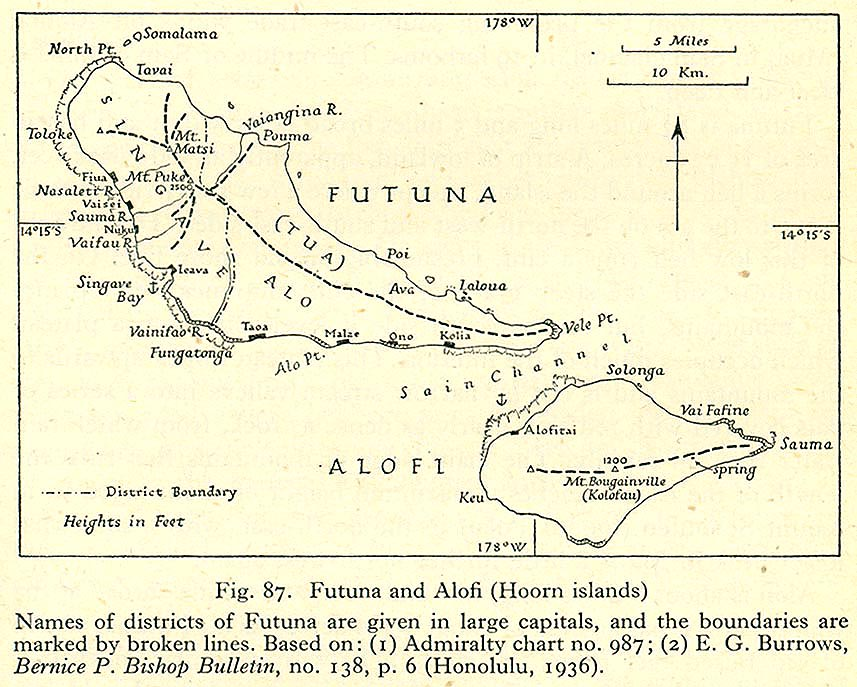
Ancienne carte de l'archipel des Îles Horn avec Futuna et Alofi, comprenant les royaumes de Sigave et d'Alo.

À la fin des années 1830, des missionnaires maristes (notamment Pierre Bataillon et Pierre Chanel) convertissent les habitants des deux îles au catholicisme. À Wallis, Soane-Patita Vaimua Lavelua Ier est le premier souverain à être baptisé et ceux de Futuna suivent peu après. Les missionnaires jouent rapidement un rôle important avec les différentes chefferies et deviennent un pouvoir incontournable dans les deux îles. C'est largement eux qui sont à l'origine de la rédaction et de la traduction des lois émises par les rois coutumiers.
C'est à partir du Code de Wallis (appelé en wallisien Tohi fono), promulgué en 1871 par la reine Amelia Tokagahahau, que la royauté est structurée par les missionnaires. Le code affirme le pouvoir suprême du Lavelua (roi de Wallis). Il fixe également par écrit la composition de la chefferie : six ministres, ainsi que trois chefs de districts et 21 chefs de village, tous nommés par le roi. Il transforme, en outre, la religion catholique en religion officielle. Ce code est néanmoins assez vite oublié : la configuration de la royauté wallisienne est perçue par la population comme ancestrale, alors même qu'elle avait auparavant évolué dans le temps au gré des guerres entre les différents clans et familles royales.

## Présentation géographique

### Uvea
Le royaume d'Uvea (nom wallisien) englobe la totalité de l'île de Wallis (d'une superficie de 96 km2). Le titre porté par le souverain de ce royaume est le Lavelua. Ce royaume est dirigé par le roi coutumier Patalione Kanimoa depuis le 14 avril 2016. Le palais royal d'Uvea se situe au chef-lieu, Mata Utu, qui forme la ville la plus peuplée de Wallis-et-Futuna avec 1 029 habitants. Le premier ministre se nomme le Kalae Kivalu ; ce poste est occupé par Mikaele Halagahu depuis 2017. Le royaume compte 21 villages et 3 districts, Hihifo, Hahake et Mu'a. En 2018, le royaume d'Uvea compte un total de 8 833 habitants ce qui fait de lui le royaume le plus peuplé de Wallis-et-Futuna.

Districts de Wallis
District de Hihifo
District de Hahake
District de Mu'a

### Alo
Le royaume d'Alo englobe le sud-est de l'île de Futuna ainsi que l'île d'Alofi. Il se trouve à 230 km de l'île de Wallis et représente une superficie de 53 km2. Il est dirigé par le roi coutumier Lino Leleivai depuis le 30 novembre 2018. Le palais royal d'Alo se situe au chef-lieu, Ono. Le titre porté par le souverain de ce royaume est le Tu'i Agaifo. Le premier ministre, en poste depuis 2019, se nomme Petelo Ekeni Vaitanaki. Le royaume compte 9 villages. En 2018, le royaume d'Alo totalise près de 1 950 habitants. Le village Alofitai ainsi que celui de Tuatafa ont respectivement un et deux habitants et sont les villages les moins peuplés de Wallis-et-Futuna.

### Sigave
Le royaume de Sigave occupe le nord-ouest de l'île de Futuna. Il est d'une superficie de 21 km2. Le royaume compte 6 villages. Il est dirigé par le roi coutumier Eufenio Takala depuis le 1er mars 2016. Le palais royal de Sigave se situe au chef-lieu, Leava. Le titre porté par le souverain de ce royaume est le Tu'i Sigave. En poste depuis 2019, le premier ministre se nomme Emiliano Keletaona. En 2018, le royaume de Sigave compte un total de 1 275 habitants, ce qui fait de lui le plus petit royaume en termes de démographie.

## Drapeaux
Dans les années 1980, les royaumes futuniens d'Alo et Sigave créent leur propre drapeau. Le drapeau de Wallis-et-Futuna est alors réservé au royaume d'Uvea (Wallis). Ces trois drapeaux arborent le drapeau tricolore français en canton. Encore aujourd'hui, ils sont utilisés dans les trois royaumes, notamment lors des fêtes coutumières.

Uvéa
Alo
Sigave